# Sphecodes solonis
Sphecodes solonis là một loài Hymenoptera trong họ Halictidae. Loài này được Graenicher mô tả khoa học năm 1911.